# 朱文晉
朱文晉（1909年5月22日—1984年5月22日），儂族人，越南共產黨黨員、越南軍人。

## 生平
1909年5月22日出生在太原省武崖縣。成年後投軍，對抗日軍。1936年，加入越南共产党。
1945年9月2日，簡稱北越的越南民主共和國成立，朱文晉被胡志明任命為少將國防部長，之後於法越戰爭中，擔任策劃攻擊法軍的首腦人物。1958年，他晉升為上將，並持續與對美越戰中擔任北越政府的主要軍事領導之一。
朱文晉被劃分為親華派，因此就在1980年代初期的中越戰爭爆發後，朱文晉隨即被奪權軟禁，直到去世為止。